# División de Honor de balonmano 1973-74
La División de Honor de balonmano 1973-74 fue la 16.ª edición de la máxima competición de balonmano de España. Se desarrolló en una fase, que constaba de una liga de catorce equipos enfrentados todos contra todos a doble vuelta. El ganador disputaba la Copa de Europa, los dos últimos descendían a Primera División y del noveno al duodécimo promocionaban.

## Clasificación
| N. | Equipo                   | PJ | PG | PE | PP | PTS |
| 1  | Granollers               | 26 | 23 | 1  | 2  | 47  |
| 2  | Atlético de Madrid       | 26 | 23 | 0  | 3  | 46  |
| 3  | C.F. Barcelona           | 26 | 21 | 1  | 4  | 43  |
| 4  | Calpisa-Obras del Puerto | 26 | 14 | 2  | 10 | 30  |
| 5  | Bidasoa                  | 26 | 13 | 2  | 11 | 28  |
| 6  | Moritz Picadero          | 26 | 13 | 1  | 12 | 27  |
| 7  | San Antonio Schweppes    | 26 | 12 | 1  | 13 | 25  |
| 8  | Anaitasuna               | 26 | 11 | 2  | 13 | 24  |
| 9  | Marcol Lanas Aragón      | 26 | 11 | 1  | 14 | 23  |
| 10 | Teucro                   | 26 | 10 | 1  | 15 | 21  |
| 11 | Bofarull Puntolink       | 26 | 8  | 4  | 14 | 20  |
| 12 | Salleko                  | 26 | 9  | 1  | 16 | 19  |
| 13 | Manutext Crevillente     | 26 | 4  | 1  | 21 | 9   |
| 14 | Sabadell Crilenka        | 26 | 1  | 0  | 25 | 2   |